# Cuando tú no estás
Pour plus de détails, voir Fiche technique et Distribution.
Cuando tú no estás est un film musical espagnol coécrit et réalisé par Mario Camus, sorti en 1966.

## Fiche technique
- Titre original : Cuando tú no estás
- Réalisation : Mario Camus
- Assistant-réalisateur : Francisco Ariza
- Scénario : Juan Cobos, Leonardo Martin, Mario Camus, Miguel Rubio
- Photographie : Juan Julio Baena
- Montage : Antonio Ramírez de Loaysa
- Musique : Manuel Alejandro
- Producteur : Leonardo Martin
- Production : Epoca Films, Producciones Benito Perojo
- Pays de production :  Espagne
- Langue : Espagnol
- Format : Couleur (Eastmancolor) — 35 mm — 2,35:1 — Son : Mono
- Genre : Film musical, Comédie dramatique, Mélodrame
- Durée : 91 minutes (1 h 31)
- Dates de sortie : 
  - Espagne : 12 décembre 1966
  - Mexique : 8 juin 1967

## Distribution
- Raphael : Raphael, un jeune chanteur qui rêve de gloire
- María José Alfonso : Lina, une journaliste influente qui aidera à le lancer
- Ricardo Lucia : Jorge, un compositeur avec lequel s'associe Raphael
- Margaret B. Peters : Laura, une belle et mystérieuse jeune femme dont Raphael tombe amoureux sous la pluie battante
- José Martin : Juan
- Carlos Otero : le docteur